# Isola Vostočnyj (Arcipelago di Sedov)
L'isola Vostočnyj (in russo oстров Восточный, ostrov Vostočnyj; in italiano "orientale") è un'isola russa dell'arcipelago di Sedov che fa parte a sua volta dell'arcipelago di Severnaja Zemlja; si trova nel mare di Kara. Amministrativamente fa parte del Tajmyrskij rajon del Territorio di Krasnojarsk, nel Distretto Federale Siberiano.

## Geografia
L'isola è la più orientale dell'arcipelago di Sedov. A ovest si trova l'isola Figurnyj, collegata da una stretta e lunga striscia di terra, che misura 9 km per 250 m di larghezza;
a nord-est, a 5,1 km, si trova la penisola della Comune di Parigi (полуостров Парижской Коммуны) che fa parte dell'isola della Rivoluzione d'Ottobre.
Vostočnyj è lunga 6,3 km e larga 5,2 km. Le coste nord e sud sono piatte, mentre a est e a ovest sono scoscese, alte fino a 9 metri. L'altezza massima dell'isola è di 43 m s.l.m. A nord c'è una baia e un'altra a sud, a est un lago.